# Ezequiel Pereira
António Ezequiel Pereira, mais conhecido por Ezequiel Pereira (Lisboa, 15 de junho de 1868 — Lisboa, 20 de janeiro de 1943), foi um pintor português.

## Biografia
António Ezequiel Pereira nasceu em Lisboa, na freguesia de São Julião, a 15 de junho de 1868, no 2.º andar do número 110 da Rua de São Julião, em plena Baixa, filho do artista bordador Matias António Pereira e de Maria Militana, ele natural de Lisboa, freguesia de Santa Cruz do Castelo e ela natural de Aldeia Galega do Ribatejo. Foi discípulo de Silva Porto.
Aluno da Academia Real de Belas-Artes de Lisboa, teve de início como professores de desenho e escultura, Mestre Simões de Almeida.
Em 1887/88 matriculou-se nos cursos geral de pintura e especial de paisagem, logo após a nomeação do grande Mestre Silva Porto, de quem foi aluno e amigo, tendo sido seus companheiros de curso Francisco Gil e Vieira de Melo entre 1888-94.
Ezequiel Pereira, que logo manifestou um forte temperamento de pintor de paisagem, começa a sua apresentação em público ao lado de Mestre Silva Porto, nas exposições do Grémio Artístico.
Logo que terminou o seu curso (1894) Ezequiel Pereira segue para Paris, subsidiado pelo Conde de Ameal, onde frequentou a Academia Julian e os ateliers de Jean-Paul Laurens e Benjamin Constant. Foram seus companheiros, entre outros, os pintores António Tomás da Conceição Silva, Júlio Ramos e Eduardo Moura, e os escultores António Fernandes de Sá, Francisco Gouveia e Augusto Santo.
Ao regressar a Portugal (1896), acompanhou e privou ainda com Silva Porto e António Ramalho, colaborando com este na decoração da Cervejaria Jansen, entre outros trabalhos. Passou alguns tempos em Condeixa e Coimbra, em casa dos Condes de Ameal e do Doutor João Antunes, convivendo com as famílias destes seus dilectos amigos, até que em 1902 concorreu ao lugar de professor das escolas industriais, sendo colocado em Ponta Delgada, onde permaneceu até 1905; foi transferido para Faro, e em 1915 para Lisboa - Escola de Desenho Industrial Marquês de Pombal - onde permaneceu até atingir o limite de idade, a 15 de junho de 1938, tendo-lhe o Governo, em reconhecimento de seus méritos, conferido o grau de Oficial da Ordem da Instrução Pública (19 de abril de 1940) ao artista e professor que durante quarenta anos, fora um nobre exemplo de dedicação pela arte e pela instrução.
A 10 de fevereiro de 1906, em Lisboa, na freguesia de Santa Maria dos Olivais, contraiu matrimónio com Cândida da Conceição e Silva, de 32 anos, natural de Lisboa, freguesia do Lumiar, filha de António da Silva e de Tomásia Joaquina. À data, Ezequiel residia na Escola Industrial de Faro e a noiva residia na propriedade de sua família, a Quinta do Brincão, nos Olivais. Foram testemunhas do consórcio António Tomás da Conceição Silva e Eugénio Costa.
No Grémio Artístico, ao lado de Silva Porto, foi-lhe conferida a 3.ª Medalha; na Sociedade Nacional de Belas Artes, onde raramente expunha, foi-lhe atribuída a 1ª medalha; e na Grande Exposição dos Artistas Portugueses, para os três monumentos a Henrique Pousão, Artur Loureiro e ao explorador António Francisco da Silva Porto, foi-lhe atribuída a Medalha de Ouro.
Individualmente, Ezequiel Pereira expôs apenas uma única vez na vida, em 1935. A 9 de março de 1941 enviuva de sua esposa, que falece vítima de cancro do pâncreas. Falece passados dois anos, a 20 de janeiro de 1943, aos 74 anos, em Lisboa, no número 5 do Largo de São Cristóvão, freguesia de São Cristóvão e São Lourenço, vítima de cancro da bexiga, sendo sepultado em jazigo de família, no Cemitério dos Prazeres.
Obras suas voltaram a ser expostas em março de 1944, na cidade do Porto, com "cem paisagens portuguesas", organizada pelo seu íntimo amigo Dr. Joaquim Madureira, e que constituiu um autêntico êxito. Por altura do centésimo vigésimo ano do seu nascimento realizou-se na Galeria Roca - Marinha Grande, uma exposição comemorativa, com trabalhos do acervo de seu único neto, o engenheiro António Ezequiel Pereira.

## Obras
- Paisagem com casa e figura (óleo sobre tela)
- Lavando roupa no rio (1894)

## Prémios
- Prémio Anunciação 1888[6]